# مستشار مالي
المستشار المالي أو المرشد المالي هو خبير يقترح الخدمات المالية ويقدمها للعملاء بناءً على حالتهم المالية. في العديد من الدول، يتحتم على المستشارين الماليين إكمال تدريب معين للحصول على رخصة تقديم الاستشارة. مثلًا، في الولايات المتحدة يحمل المستشار المالي ترخيصًا من سلسلة 7 وسلسلة 65 وسلسلة 66. وفقًا للهيئة التنظيمية للقطاع المالي في الولايات المتحدة. يجب الإبلاغ عن تعيينات الترخيص ومسائل الالتزام، وتحدد الهيئة المجموعات التي يمكنها استخدام مصطلح المستشار المالي، ومنهم: السماسرة ومستشارو الاستثمارات والمصرفيون الخاصون والمحاسبون والمحامون ووكلاء التأمين والمخططون الماليون.

## اليمن
يقدم المستشارون الماليون الخدمات والمنتجات المالية عادةً اعتمادًا على رخصتهم والتدريب الذي خضعوا له. على سبيل المثال: قد يكون وكيل التأمين مؤهلًا لبيع تأمين الحياة والدفعات السنوية المختلفة. ويمكن للسمسار أيضًا أن يكون مخططًا ماليًا. تتمثل وظيفة المستشار المالي بابتكار الخطط المالية للعملاء أو بيع المنتجات المالية، أو كلاهما معًا. وقد يوفر أيضًا لمحة عن المدخرات.

## التعويضات
يتلقى المستشار المالي التعويضات بشكل عام عبر العمولات أوالرسوم أو كليهما. على سبيل المثال: قد يعوَّض المستشار المالي بطريقة أو أكثر من التالي:
- رسوم الساعة مقابل الخدمات الاستشارية.
- الأتعاب الشاملة، كأن يتقاضى 3,500 دولار لكل سنة مقابل مراجعة المحفظة السنوية أو 5,000 دولار مقابل التخطيط المالي. يُشار إليهم عادة «بمستشاري الأتعاب الشاملة».
- عمولة السندات المالية المشتراة أو المباعة، مثل 12 دولار مقابل كل عملية تداول.
- عمولة (تُدعى أحيانًا «الحمولة») تعتمد على مقدار الاستثمار في صندوق استثمار مشترك أو دفعة سنوية متغيرة.
- «الحد الأعلى من نسبة التكلفة المضافة» عندما يشتري شخص منتجات «منزلية» (كالسندات التي يحتفظ بها السماسرة في مخزون البضاعة)، أو «الحد الأدنى من نسبة التكلفة المضافة» في حال بيعها.
- رسم للأصول تحت الإدارة، مثل 1% سنويًا مقابل الأصول المدارة.

## المرشد والمستشار
يُعتمد لفظا المستشار والمرشد، ويدلان على شخص يقدم النصيحة. وفقًا لأحد المراجع، يمكن استبدال لفظ المستشار بالمرشد في قطاع الخدمات المالية، وبما أن مصطلح المستشار يُستعمل بشكل عام «عند الإشارة للقرارات التشريعية ومتطلباتها» والمرشد «عند الإشارة لممارسة المهنة». وبما أن [ممارسة المرشد المالي] لا توصف أبدًا بأنها ممارسة استشارية، فُضل استخدام مصطلح المرشد أثناء عدم الإشارة للقانون. يرجع الكونغرس وهيئة الأوراق المالية والبورصات الأمريكية «لمستشاري الاستثمارات» أثناء مناقشة تنظيمهما في قانون مستشاري الاستثمارات لعام 1940.

## التنظيم

### الولايات المتحدة
في الولايات المتحدة، تنظم الهيئة التنظيمية للقطاع المالي أنشطة شركات السمسرة وممثليها المرخصين وتشرف عليها. وتنظم هيئة الأوراق المالية والبورصات الأمريكية مستشاري الاستثمارات وممثليهم. بينما تنظم سلطات الدولة كل شركات التأمين ووكالاته ومنتجيه. ويمكن لمستشاري الاستثمارات التسجيل لدى هيئات تنفيذ القانون أو هيئة الأوراق المالية والبورصات الأمريكية، أو البقاء دون تسجيل بموجب استثناءات معينة.

#### المعايير الائتمانية
في قانون مستشاري الاستثمارات لعام 1940 ومعظم قوانين الدولة، تفرض قوانين الغش التجاري واجبًا على مستشاري الاستثمارات بالتصرف كوكلاء أثناء التعامل مع عملائهم. ما يعني أنه يجب على المستشار تقديم مصلحة العميل على مصلحته في جميع المسائل. ذكرت هيئة الأوراق المالية والبورصات الأمريكية أنه يترتب على المستشار واجب:
- تقديم توصيات الاستثمار الصائبة والمستقلة عن التأثيرات الخارجية.
- انتقاء التجار السماسرة بناءً على مقدرتهم على توفير أفضل طرق تنفيذ الصفقات في الحسابات التي يمتلك المستشار فيها صلاحية انتقاء التجار السماسرة.
- تقديم التوصيات بناءً على تحقيق صائب في أهداف استثمار العميل والحالة المالية وغيرها من العوامل.
- تقديم مصلحة العميل دائمًا على المصلحة الشخصية.

منذ الأزمة المالية عام 2008، حدث جدل واسع فيما يخص المعايير الائتمانية وعلى أي المستشارين يجب تطبيقها. في يوليو 2010، فرض قانون دود فرانك لإصلاح وول ستريت تدابير لحماية المستهلك، بما في ذلك عمليات الكشف المعززة وتخويل هيئة الأوراق المالية والبورصات الأمريكية بتوسعة الواجب الائتماني ليشمل السماسرة بدلًا من المستشارين المنظمين بموجب قانون عام 1940. ومنذ يوليو 2016، كان على هيئة الأوراق المالية والبورصات أن توسع الواجب الائتماني لجميع السماسرة والمستشارين بصرف النظر عن تسميتهم. مع ذلك، في أبريل 2016، صاغت وزارة العمل دليلًا من ألف صفحة يستوعب جميع السماسرة، من ضمنهم السماسرة المستقلين والذين يعملون بحسابات التقاعد (الحسابات التقاعدية الفردية ونظام 401 ك التقاعدي وغيرها) والمعايير الائتمانية.
في يونيو 2016، وفي طريقة للإشارة لتضارب مصالح المستشارين، حكمت وزارة العمل بإعادة تعريف ما يؤلف المشورة المالية، ومن يُعَد أمين استثمار. وقبل حلول عام 2016، طُبقت المعايير الائتمانية على مستشاري الاستثمارات المسجلين، ولم تؤثر على السماسرة الذين عملوا سابقًا تحت معايير «الملائمة» الأقل صرامة التي أعطت مجالًا لتقديم التعليم دون «مشورة». يطالب الحكم الجديد جميع المستشارين الذين يقدمون المشورة مقابل تعويض بالتصرف كوكلاء واستيفاء المعايير الائتمانية، لكن فقط عندما يتعاملون مع حسابات التقاعد مثل الحسابات التقاعدية الفردية أو حسابات 401 ك. يتضمن الحكم إعفاءً واحدًا للسماسرة، وهو إعفاء عقد أفضل فائدة (يمكن أن يُسمح به في حال دخول السمسار عقدًا مع خطة مشاركة واستيفاء متطلبات سلوكية معينة). لا يؤثر الحكم الجديد على المشورة أو مبيعات منتجات الاستثمارات المتعلقة بالحسابات غير التقاعدية.
تؤكد معارضة المعايير الائتمانية على أن معايير الواجب الائتماني العليا سيكون تطبيقها مكلفًا للغاية وستقلل خيارات المستهلك مقارنةً بمعايير الملائمة الأقل. بينما تقترح ظروف أخرى أن المستهلكين ذوي الحسابات التقاعدية الصغرى قد يكونون أقل قدرة على الوصول إلى مشورة شخصية؛ بسبب نماذج تعويضات المستشار أو السمسار التي أُعيدت هيكلة العديد منها لتلتزم بالقواعد الائتمانية.
أدى القرار إلى تحول كبير في المجتمع المالي، واعتبر 73% من المستشارين الحكم ذا أثر سلبي على طريقة عملهم، وأدى إلى زيادة خيبة 71% من العملاء، فضلًا عن أن 66% قرروا إعادة تقييم المنتجات التي نُصحوا بها.
بدأ تطبيق الحكم في 9 يونيو، 2017.

#### التسجيل
يُعزى مسمّى مستشار الاستثمار المرخص لمستشار استثمار مسجل لدى هيئة الأوراق المالية والبورصات الأمريكية أو وكالة الأوراق المالية للمؤسسة، وتقدَّم مشورة الاستثمار عادة لمستثمري التجزئة أو شركات الاستثمار المسجلة كصناديق الاستثمارات المشتركة أو صندوق المؤشرات المتداولة. تنظم هيئة الأوراق المالية والبورصات أو المؤسسات الفردية مستشاري الاستثمارات المرخصين اعتمادًا على مقدار الأصول تحت الإدارة.

### كندا
يتباين دور المستشار المالي في كندا، فيحمل معظم المستشارين الماليين رخصة لبيع تأمين الحياة أو السندات المالية أو صناديق الاستثمارات المشتركة، ويجمع بعضهم بين ثلاثتهم. تُحصَّل رخصة التأمين على الحياة عبر الإتمام الناجح لبرنامج استحقاق رخصة الحياة، باستثناء مدينة كيبيك، حيث تُكتسب الرخصة عبر ممولي هيئة الأسواق المالية. توجد ثلاثة تراخيص مختلفة متاحة للسندات المالية. وعند إتمام دورة السندات المالية الكندية، يُسمح ببيع معظم أنواع السندات، ومن ضمنها الأسهم والسندات طويلة الأجل وصناديق الاستثمارات المشتركة. بينما يتطلب بيع المشتقات والسلع ترخيصًا أكثر تقدمًا، وبعد إتمام دورة صناديق الاستثمارات المشتركة، يُتاح للمستشار بيع الصناديق المشتركة فقط، باستثناء أنواع معينة من الصناديق المتخصصة، وأهم من ذلك، صندوق المؤشرات المتداولة (على الرغم من حصول المستشارين الماليين غير المرخصين لبيع السندات المالية على إمكانية الوصول لصندوق المؤشرات المتداولة عبر منتجات صناديق الاستثمارات المشتركة الجديدة). تُعد رخصة الأوراق المالية المعفاة ثالث رخصة يمكن الحصول عليها.
في العديد من الحالات -ولكن ليس جميعها- يتطلب الترخيص دعم الوكيل أو شركة التأمين. ومن الإلزامي أن يحمل المستشارون تأمين السهو والخطأ. يمكن أن يُعزى مصطلح المستشار لسلسلة المستشار بأكملها. بشكل عام، تُقسم الصناعة في كندا إلى ثلاث قنوات من المستشارين: إدارة الوكلاء العامين وجمعية تجار صناديق الاستثمارات المشتركة وهيئة تنظيم صناعة الاستثمار في كندا. مع ذلك، هناك القليل من الرقابة التنظيمية الممارسة على استعمال المصطلح، كما هو الحال لدى العديد من السماسرة ووكلاء التأمين وسماسرة السندات المالية والمخططين الماليين، وغيرهم ممن يدعون أنفسهم مستشارين ماليين.
يُعتبر العديد من المستشارين الماليين في كندا مخططين ماليين. بينما يوجد عدد كبير من تسميات التخطيط المالي، ويُعد المخطط المالي المؤهَل أكثرها شيوعًا بالرغم من شيوع المخطط المالي المسجَّل والمخطط المالي الشخصي في كندا. لا يوجد خارج كيبك تنظيم لمصطلح «المخطط المالي».